# اس‌ام یوسی-۴۹
اس‌ام یوسی-۴۹ (به انگلیسی: SM UC-49) یک زیردریایی بود که طول آن ۱۷۲ فوت ۱۱ اینچ (۵۲٫۷۱ متر) بود. این زیردریایی در سال ۱۹۱۶ ساخته شد.